# Casa O'Gorman
Casa O'Gorman o Casa-cueva O'Gorman fue una casa habitación construida entre 1948 y 1952 por Juan O'Gorman en Jardines del Pedregal para habitarla con su familia. Tras problemas económicos la vendió en 1969, siendo demolida por sus nuevos dueños.

## Historia

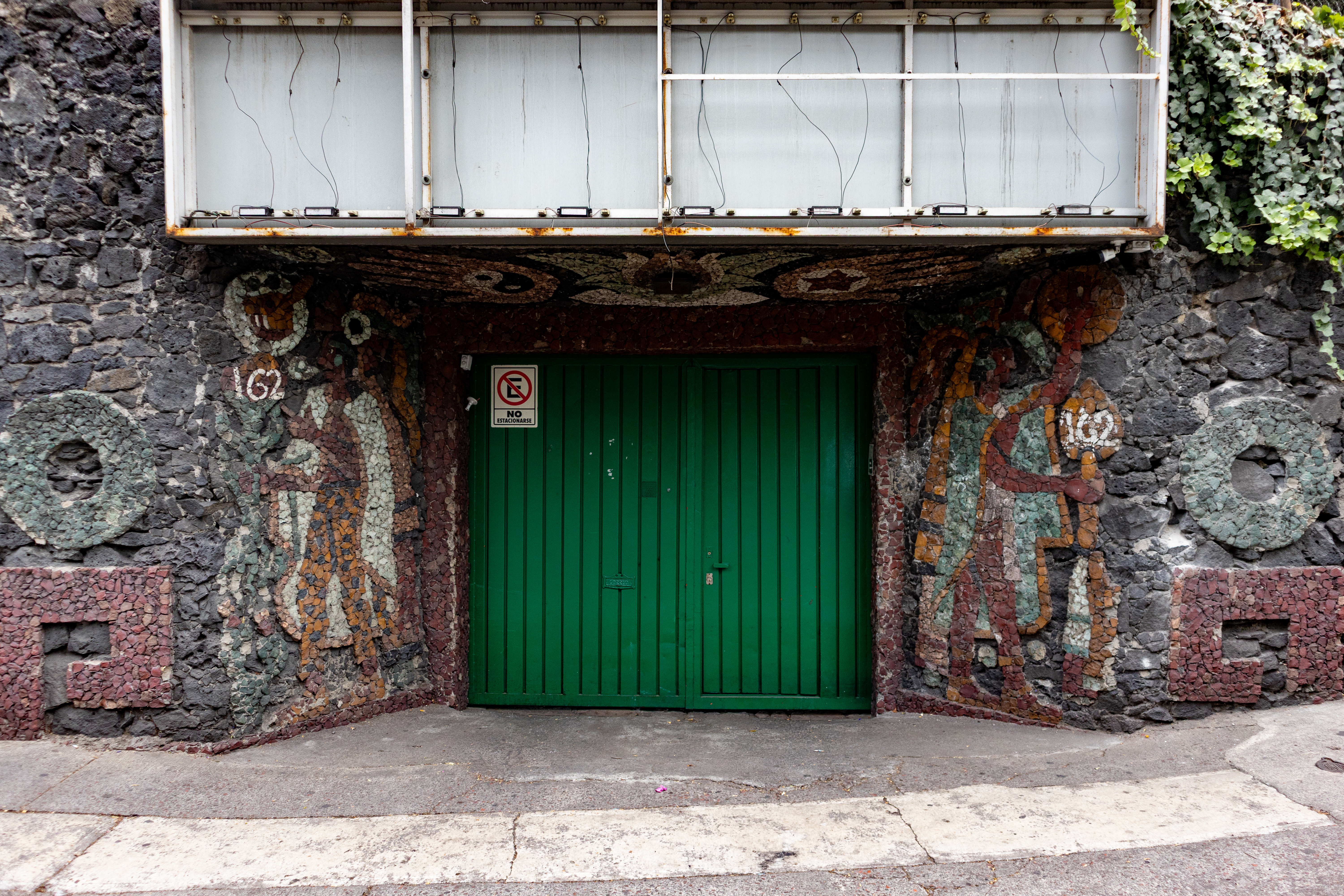
Acceso a la casa O'Gorman, uno de los pocos restos que quedan de la edificación.

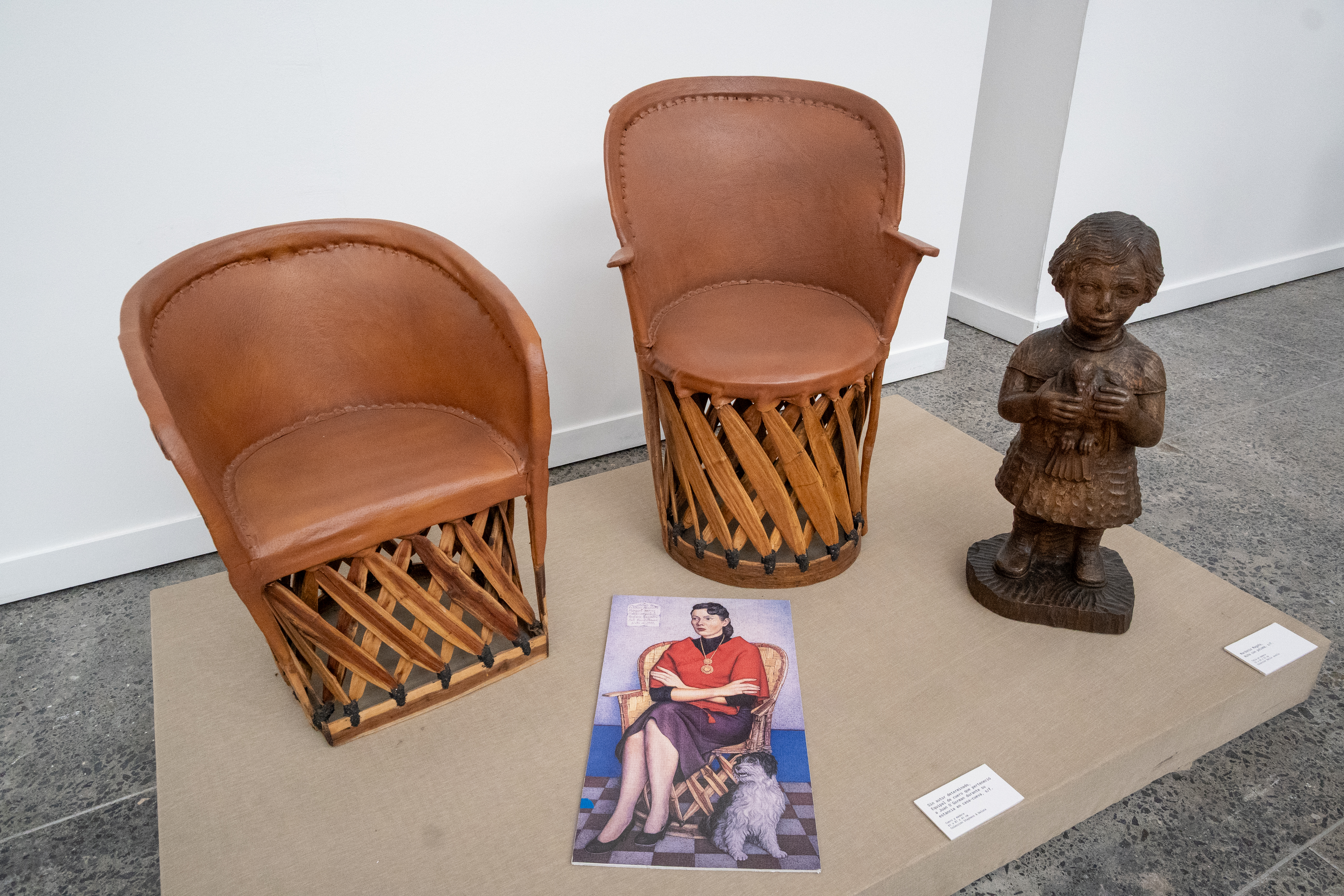
Mobiliario original de la casa.

Hacia 1931 Juan O'Gorman concluyó una casa-estudio para su propio padre, Cecil O'Gorman, en un terreno en San Ángel. En dicho terreno, a un costado, construiría la hoy Museo Casa Estudio Diego Rivera y Frida Kahlo. Dicho inmueble de estilo funcionalista no fue habitado por el padre, pero sirvió a su hijo para el ejercicio arquitectónico. A ella volvería en 1964 hasta su muerte en 1982. 
Para su casa habitación, el arquitecto aprovechó un terreno comprado en 1949, mismo que en el frente tenía árboles grandes y en el fondo una formación rocosa natural de piedra volcánica en la colonia recién construida Jardines del Pedregal como punto de partida.
El espacio lo realizó a la par del mural Representación Histórica de la Cultura que cubre los vanos de la Biblioteca Central de la Universidad Nacional Autónoma de México, con el cual guarda una estrecha relación estética en el uso de piedras de colores como mosaicos. Tomó como influencia la integración de la arquitectura con los entornos naturales de la Casa de la cascada de Frank Lloyd Wright así como los postulados personales de la arquitectura orgánica mediante la creación de espacios con ángulos y vértices menos rectilíneos.  O'Gorman habitó la casa con su esposa Helen Fowler y su hija a quien llamaban Bunny.  
Debido a dificultades económicas la familia vendió la casa al abogado y notario Manuel Gregorio Escobedo Díaz de León y su hija Helen Escobedo. La casa fue demolida en 1969. El artista escribió un artículo en el periódico El Universal en donde manifestaba su indignación por la pérdida de la casa. El hecho fue denunciado por la historiadora Ida Rodríguez Prampolini quien llevó a la televisora Televisa a documentar la demolición, acción que fue censurada al equiparar la desaparición del patrimonio con los desaparecidos durante el Movimiento de 1968. Según Rodríguez, amiga de O'Gorman, ese hecho ahondó la depresión que llevó a O'Gorman a la muerte. O'Gorman refirió así la demolición:

¿Cómo se puede definir la arquitectura orgánica?. Es la arquitectura el vehículo de armonía entre el hombre y la tierra. Esto, si estuviese mi casa, pero ya ve usted que la destruyeron. Es una casa que era poesía en piedra, le hubiera gustado a usted. Pues sí, jóvenes. Así es la pinche vida.
Juan O'Gorman

## Descripción
La casa tuvo una superficie de 2 160 metros cuadrados, de una planta integrando los espacios de la casa en ella que aprovechó la formación rocosa de piedra ígnea para integrarlos. El acceso de la casa estaba inspirado en los arcos mayas. Todo el entorno de la casa estuvo cubierto por mosaicos hechos con piedras de colores donde en su mayoría existían motivos del arte de los pueblos de Mesoamérica. Dichos elementos ya habían sido ensayados en la casa que hizo para el músico Conlon Nancarrow.
Para la etapa de producción arquitectónica en la que se encontraba cuando hizo su casa, O'Gorman se encontraba plenamente identificado con la corriente orgánica en la arquitectura así como la integración plástica en la misma. De hecho, O'Gorman declaró que se arrepentía de no haber conocido la corriente orgánica en su juventud en oposición al funcionalismo, «si hubiera practicado las enseñanzas de Wright en vez del funcionalismo, habría dejado en mi patria una obra más importante en la arquitectura». El paisajismo de la casa estuvo predominado, además de la vegetación endémica del Pedregal, de cactáceas y nopales reivindicando la localidad de estas especies. Así como la primera casa hecha para su padre rompió la tendencia arquitectónica del funcionalismo, con esta vivienda O'Gorman incorporó nuevas influencias en una arquitectura que no había sido practicada en México.

## Impacto en la cultura
El pintor Diego Rivera dijo sobre la casa al autor, «Juanito, usted ha logrado hacer en México la primera casa moderna de estilo netamente mexicano, acorde con la corriente de arte que llamamos la corriente clásica del arte de México». En tanto Mathias Goeritz relacionó la casa de O'Gorman con el arte dada.